# Apagão no Amapá em 2020

Momento do incêndio no transformador 1 da LMTE

O apagão no estado do Amapá é considerado um dos maiores blecautes do Brasil desde o Apagão de 1999, que atingiu parte do país. Teve seu início no dia 3 de novembro de 2020, atingindo 13 dos 16 municípios do estado, incluindo a capital Macapá. O início da retomada da energia elétrica aconteceu em 7 de novembro de 2020 em alguns bairros de Macapá e uma parte de Santana, dando início ao sistema de rodízio, inicialmente de seis horas, com exceção de bairros que atendem serviços essenciais, que passaram a ter a energia por 24 horas. Em 12 de novembro, o racionamento é reduzido para 4 horas, ocorrendo em dias pares e ímpares e se estendendo nos outros 11 municípios atingidos. No dia 17 de novembro de 2020, ocorre um segundo apagão após uma falha na distribuição de energia, com o problema sendo totalmente solucionado na madrugada do dia 18. Na madrugada do dia 24 de novembro de 2020, a energia foi totalmente estabelecida, chegando ao fim o sistema de racionamento após 22 dias de apagão.

## O blecaute

Rua do centro de Macapá durante apagão

Semáforos de uma rua de Santana desligados por conta do apagão

Um incêndio numa subestação de energia elétrica pertencente a empresa privada ISOLUX, teve início na noite do dia 3 de novembro de 2020, às 20h30min. O transformador 1 da LMTE (Linhas Macapá de Transporte e Energia) foi atingido pela explosão e o 2 foi parcialmente atingido, enquanto que o 3 estava em manutenção desde dezembro de 2019. Por volta das 21 horas, o serviço de energia elétrica foi interrompido em 13 dos 16 municípios do Amapá, incluindo a capital Macapá, através da linha Laranjal/Macapá, além das usinas hidrelétricas Coaracy Nunes e Ferreira Gomes. As causas, segundo a empresa, foi um raio que teria atingido um gerador de energia, responsável por carregar quase 90% do estado do Amapá. No momento do incêndio, caía uma forte chuva no local da subestação. Após a divulgação do laudo da polícia civil em 11 de novembro, a hipótese do raio acabou sendo descartada.
Logo no primeiro dia do apagão, o governo do estado abre um gabinete da crise, para avaliar os prejuízos e uma solução para o problema. O então Ministro de Minas e Energia, Bento Albuquerque, e membros de setores ligados a energia elétrica, estiveram presentes em Macapá a procura de soluções para o problema. No dia 5 de novembro, é aberta uma investigação pelo ministério, junto a ONS e a Agência Nacional de Energia Elétrica (Aneel) para descobrir o que pode ter motivado o incêndio. Também foi aberto um plano para a retomada de energia, mas de forma parcial, atingindo 70% do estado entre a noite de quinta feira (5) ou na tarde de sexta feira (6). O retorno total está previsto para acontecer em até 15 dias. O então prefeito de Macapá, Clécio Luis (sem partido), decretou situação de emergência na cidade por 30 dias. Já o governador Waldez Góes (PDT) decretou a situação de emergência por todo o estado durante 90 dias.
Na noite de 6 de novembro de 2020, um avião da Força Aérea Brasileira pousou em Macapá, trazendo geradores de energia, além de máquinas de purificação de óleo e outros equipamentos necessários para manutenção da rede elétrica. A empresa Eletrobras Eletronorte passou a assumir o suprimento emergencial de energia elétrica no estado, após publicação em uma edição extraordinária do Diário Oficial da União (DOU). Na manhã de 7 de novembro de 2020, a energia foi se restabelecendo aos poucos em grande parte de Macapá, além de alguns bairros da cidade de Santana. O retorno foi possível graças a conexão da rede do Amapá ao Sistema Interligado Nacional (SIN), porém, em sistema de racionamento com prazo de 6 horas em cada bairro.
Em 11 de novembro de 2020, no nono dia do apagão, o juíz Luís Roberto Barroso, atendendo a um pedido do Tribunal Regional Eleitoral (TRE) do Amapá, determina o adiamento da eleição municipal em Macapá, inicialmente marcada para os dias 15 e 29 de novembro em uma nova data a ser definida. Logo depois, foram anunciadas as novas datas pelo TRE: 13 e 27 de dezembro, sendo a última em caso de segundo turno, além de ser o dia limite para as eleições municipais, segundo a PEC aprovada em julho de 2020. O anúncio levou os 9 dos 10 candidatos a prefeito de Macapá a criarem um abaixo assinado, pedindo que os dias escolhidos sejam 29 de novembro para o 1° turno e 13 de dezembro para o 2° turno. O motivo explicado é que o dia 27 de dezembro fica entre o período das festas de Natal e Ano-novo. A definição das novas datas ficam por conta do Tribunal Superior Eleitoral (TSE). Em 18 de novembro, foram definidas as novas datas das eleições em Macapá: 6 e 20 de dezembro.
No dia 13 de novembro de 2020, as Unidades de Pronto-Atendimento Infantil (UPAs) do Amapá informaram um aumento preocupante dos casos de vômitos e diarréias entre as crianças, tendo como principal motivo o consumo de alimentos mal-refrigerados e água imprópria. No mesmo dia, a Companhia de Eletricidade do Amapá (CEA) anunciou que o rodízio de energia elétrica deve durar mais 13 dias, já que é o tempo necessário para a chegada do transformador de energia que virá da cidade de Laranjal do Jari.
Em 16 de novembro de 2020, chega os 37 geradores termoelétricos no Amapá movidos a combustível, que serão instalados na Usina Termoelétrica de Santana e na SE Macapá, localizada em Macapá. No entanto, o racionamento de energia na cidade deve continuar por mais tempo até a instalação do novo gerador de energia.
No dia 17 de novembro de 2020, por volta das 20h27min, acontece um segundo apagão total em Macapá, Santana, Mazagão e algumas cidades do interior. Segundo a Companhia de Eletricidade do Amapá (CEA), o novo apagão aconteceu por conta de um curto-circuito na Usina Hidrelétrica Coaracy Nunes. Porém, segundo o senador Davi Alcolumbre (DEM), com informações do Ministério de Minas e Energia (MME), não se tratava de um novo apagão e sim de uma instabilidade do sistema, causada por uma sobrecarga. O transformador já estava sendo reenergizado e a energia voltaria nas próximas horas. Outros dois desligamentos aconteceram ás 21h03min e 21h20min na SE Macapá e a energia foi retornando com oscilações por volta de 22h40min, até ser definitivamente normalizada as 1h04min do dia 18 de novembro, dando reinicio ao sistema de racionamento. Porém, alguns bairros só voltaram a ter energia elétrica às 4h.

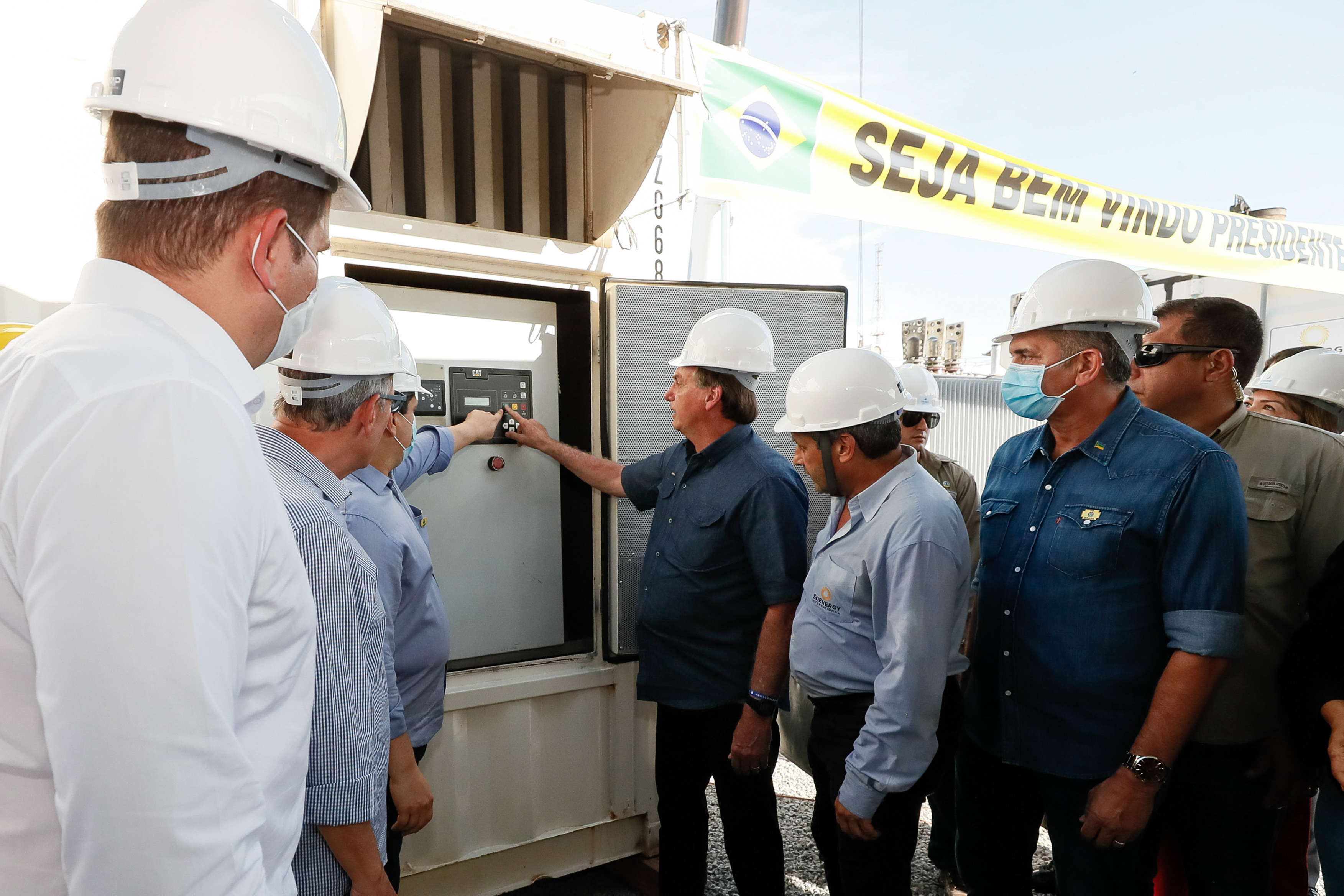
Bolsonaro durante visita às subestações Santana e Santa Rita

Em 21 de novembro de 2020, durante visita pelo estado do Amapá, o presidente Jair Bolsonaro (sem partido), acompanhando do governador Waldez Góes (PDT), do senador Davi Alcolumbre (DEM), do Ministro de Minas e Meio Ambiente Bento Albuquerque, pelo ministro-chefe do Gabinete de Segurança Institucional (GSI), general da reserva Augusto Heleno, e de outras autoridades, visitou as subestações de Santana e Santa Rita em Macapá e em uma das subestações, apertou o botão que colocou em funcionamento os geradores termoelétricos. Porém, só foram conduzidos apenas 20 dos 45 megawatts contratados e o resto só entrará em operação no dia seguinte (22). No mesmo dia, o Governo Federal reconhece a situação de calamidade pública do estado.
Em 22 de novembro de 2020, durante a forte chuva que caía no estado, postes de iluminação do bairro Brasil Novo em Macapá passaram por curto-circuito, com explosões constantes. Em um vídeo gravado e postado pelo senador Randolfe Rodrigues (Rede), é possível perceber o desespero de alguns moradores.
Na madrugada do dia 24 de novembro de 2020, o fornecimento de energia foi restabelecido em 100% nos 13 municípios atingidos, dois dias antes do prazo final para a retomada total dos serviços de energia elétrica, pondo um fim no sistema de racionamento após 22 dias de apagão segundo as Linhas Macapá de Transporte e Energia (LMTE) e o Governo Federal, após a reenergização do segundo transformador de energia elétrica. O anúncio do fim do racionamento foi feito às 8h10min, segundo comunicado da Companhia de Eletricidade do Amapá (CEA).

Mapa dos municípios atingidos.

Municípios atingidos pelo apagão
- Macapá
- Amapá
- Calçoene
- Cutias
- Ferreira Gomes
- Itaubal
- Mazagão
- Pedra Branca do Amapari
- Porto Grande
- Pracuúba
- Santana
- Serra do Navio
- Tartarugalzinho

## Prejuízos

Moradores de um condomínio em busca de água potável durante apagão

Serviços de telefonia celular, internet, abastecimento de água, saques eletrônicos em bancos, caixas de supermercados, lojas de conveniência, bares e restaurantes e outros locais foram afetados pela falta de energia. Já os hospitais, incluindo os de campanha contra a Pandemia de COVID-19, passaram a funcionar com a ajuda de geradores. Os shoppings centers e aeroportos também tiveram a ajuda de geradores para continuar seu funcionamento, gerando um grande pico de aglomeração em várias lojas e áreas de lazer a procura de tomadas. As secretarias municipais e estadual deixaram de contar os casos da COVID-19 devido ao apagão, o que impossibilitaria o envio de dados aos consórcios de imprensa e ao Governo Federal.

Manifestação em uma rua do centro de Macapá cobrando melhorias no serviço de energia elétrica

Protesto em uma rua de Macapá durante o apagão

Alguns moradores de Macapá se refugiaram na cidade de Afuá no Pará para fugir dos prejuízos com o apagão. Diversos grupos ligados a movimentos sociais locais realizaram manifestações pedindo o restabelecimento da energia em Macapá e Santana, iniciando na sexta-feira, 6 de novembro de 2020, além de haver alguns confrontos contra a Polícia Militar. Durante as manifestações, não houve prisões.
Houve também aumentos em preços de passagens aéreas, além da alta na conta de luz e no preço de alimentos, sobretudo o açaí. Além disso, a conta de energia elétrica também passou a sofrer um aumento por conta de divisão de custo para a instalação de novos geradores para a retomada total da energia.

## Repercussão
Diversas celebridades e influenciadores digitais como Whindersson Nunes, Felipe Neto, Luciano Huck, Gaby Amarantos, Iza, Lulu Santos, além de políticos locais e nacionais, expressaram revolta contra a falta de visibilidade do assunto e também pelas atenções se voltarem as eleições nos Estados Unidos, já que as contagens dos votos para o pleito presidencial tiveram início no mesmo dia do apagão. Teve também duras críticas contra o Presidente da República, Jair Bolsonaro. As personalidades, junto com usuários que relatavam a situação de caos no Amapá, subiram a hashtag no twitter #SOSAmapá, como uma forma de chamar a atenção de autoridades. Times de futebol como o Flamengo, Vasco da Gama e o Sport Club Corinthians Paulista prestaram sua solidariedade nas mídias sociais.
A CBF anunciou o adiamento de uma rodada da Série D entre Santos Futebol Clube e São Raimundo Esporte Clube que aconteceria no dia 8 de novembro, para o dia 18, já que a partida aconteceria em Macapá. Outras competições como uma rodada da Série Ouro e três jogos do Campeonato Amapaense de Futebol Feminino foram suspensos com novas datas ainda a serem anunciadas.
O Governo do Pará anunciou a doação de cestas básicas, além de 7 mil copos de água com 200 ml para os moradores dos municípios atingidos pelo apagão. A CNBB também realizou doações de alimentos e água através da Regional Norte 2 em Belém. A empresa aérea Azul Linhas Aéreas Brasileiras contribuiu com os transportes de alimentos e água a Defesa Civil do Amapá. Já o Hemopa ajudou na doação de sangue no intuito de ajudar os hospitais amapaenses nas áreas atingidas pelo apagão.

## Investigação

Transformador da SE Macapá após o incêndio

O Ministério de Minas e Energia deu início a uma investigação junto a ANEEL e a ONS sobre o que pode ter causado o apagão a partir do dia 5 de novembro de 2020. No dia 6 de novembro, o Ministério Público Federal (MPF) instaurou um inquérito cívil para apurar as possíveis responsabilidades das empresas e órgãos envolvidos no apagão. No pedido, está a solicitação para que o Governo do Estado trace em até 24 horas um plano de ação para a retomada de energia, à Companhia de Eletricidade do Amapá (CEA) e a Linhas Macapá de Transporte e Energia (LMTE) que comuniquem em até 24 horas as medidas para o retorno de energia elétrica, além da conclusão dos serviços e explicar em até cinco dias, se há alguma investigação sobre o apagão, à Agência Nacional de Energia Elétrica (ANEEL) e ao Operador Nacional do Sistema Elétrico (ONS), um esclarecimento em até cinco dias se já iniciaram um levantamento sobre o caso e as eventuais responsabilidades e à Companhia de Água e Esgoto do Amapá (Caesa) que informe o que foi afetado em decorrência do apagão, bem como as medidas que estão sendo adotadas para restabelecer o abastecimento de água. Em nota, a concessionária LMTE declarou que "se manifestará sobre o acidente ocorrido na subestação de energia no Amapá no prazo estabelecido" pelo MPF. A empresa informou ainda que "se coloca à disposição do órgão para prestar todos os esclarecimentos necessários" e que "a companhia atua em conjunto com a CEA, MME e ONS para reestabelecer o quanto antes o abastecimento de energia elétrica na região".
Em 6 de novembro de 2020, o técnico de informática e supervisor de um provedor de internet local, Jehoash Victor, foi encontrado morto na cidade de Porto Grande. O rapaz foi achado junto a um gerador de energia, movido a óleo diesel, sem sinais de violência e arrombamento do imóvel. Segundo investigação da Polícia Civil, o funcionário da empresa não estava em horário de expediente e tenta saber se houve alguma conduta criminosa, levando a realização de interrogatórios com todos os funcionários.
No dia 7 de novembro de 2020, a Justiça Federal da 1ª Região determinou que a empresa espanhola ISOLUX, responsável pela subestação do Amapá, restabeleça em até três dias o fornecimento de energia elétrica no Amapá. O descumprimento da ordem levará a multas diárias de R$15 milhões. O juiz João Bosco Costa Soares da Silva cobrou da empresa que apresente um plano para resolver em até 12 horas, sob pena de multa de R$ 100 mil. Ele também estabeleceu o prazo de cinco dias para que a Agência Nacional de Energia Elétrica (Aneel) e a Eletronorte comprovem que fiscalizaram regularmente o contrato com a companhia estrangeira. As decisões atendem ao pedido de ação popular, movida pelo senador Randolfe Rodrigues (Rede-AP).
Em pronunciamento no dia 9 de novembro de 2020, as Linhas Macapá de Transporte e Energia (LMTE), responsável pela subestação de energia atingida pelo incêndio, disse que está apurando o que pode ter causado o incêndio, iniciado em meio a uma tempestade com raios. Em justificativa, disse que os três transformadores, sendo que um foi totalmente atingido pelo incêndio, eram os únicos que abasteciam o estado todo. Além disso, justificou que a energia retornou em pelo menos 80% do estado.
Em 11 de novembro de 2020, foi divulgado em um relatório que a empresa espanhola Isolux estava em crise financeira e que no final de 2019, vendeu suas concessões, incluindo a LMTE, para a empresa Germini Energy, já que enfrentava um processo de recuperação judicial desde 2016. O contrato assinado pela Isolux em 2008, previa penalidades em caso de descumprimento de obrigações, incluindo uma multa de 2% à empresa sobre o valor recebido nos últimos 12 meses. Se houvesse interrupção do serviço por mais de 30 dias, o contrato poderia ser extinto. O contrato também autorizou a Aneel (Agência Nacional de Energia Elétrica) a intervir na concessão "a qualquer tempo, para assegurar a prestação adequada do serviço público de transmissão ou o cumprimento, pela transmissora, das normas legais, regulamentares e contratuais". A Aneel informou que notificou a LMTE três vezes nos últimos cinco anos. O caso mais recente ocorreu em maio de 2019, quando a empresa teve que pagar mais de R$ 459 mil. As outras duas situações ocorreram em setembro de 2017 e outubro de 2015, mas não foram aplicadas multas. Além disso, a empresa também teve seu contrato rescindido para a construção da linha 4 - amarela do metrô de São Paulo, após atrasos na obra. Duas estações deveriam ser entregues em 2016, mas o atraso seria de mais de um ano. O governo paulista aplicou multa de R$ 23 milhões, o que corresponde a 5% do valor do que faltava para a conclusão da obra. Ela foi contratada em 2012 por R$ 1,8 bilhão. Em 2015, a Isolux venceu a disputa por dois lotes de linhas de transmissão em leilão promovido pela Aneel. No primeiro contrato, deveriam ser construídos 436 quilômetros do sistema no Pará, a um custo de R$ 117,3 milhões. No outro, estavam previstos 250 quilômetros de linhas de transmissão em Roraima, no valor de R$ 96 milhões. A previsão para a entrega dos trechos era entre 2018 e 2019. Em dezembro de 2016, porém, a agência decidiu revogar parcialmente o contrato com a Isolux após a empresa não apresentar garantias financeiras para a execução da obra.
O primeiro laudo da polícia civil, divulgado no dia 11 de novembro de 2020, descartou a possibilidade de um raio ter atingido os transformadores, já que desde então, os para-raios apareceram intactos. Segundo a perícia, uma peça do transformador principal teria superaquecido, o que deve ter causado o incêndio. Foram realizados mandados de busca e apreensão na subestação de energia, no entanto, ninguém foi preso. A juíza da 3ª vara criminal da capital, Mayra Brandão, determinou o bloqueio de R$50 milhões da LMTE. O Tribunal de Contas da União (TCU), aprovou a realização de uma auditoria. O trabalho, integra a operação intitulada "Apagão", que fiscaliza irregularidades junto com o PROCON, na precificação de vendas de velas, alimentos e água, além de vendas de produtos impróprios ao consumo humano.
Em 13 de novembro de 2020, a Justiça Federal do Amapá prorrogou o prazo em até 7 dias para a retorno total da energia elétrica nas 13 cidades atingidas, incluindo a capital Macapá. Além disso, também determinou que a União conceda o pagamento das duas parcelas do auxílio emergencial por dois meses aos moradores. O magistrado ainda fixou, em caso de descumprimento, uma multa de 50 milhões de reais, acrescentando que as autoridades devem atuar para encerrar o racionamento de energia pela distribuidora. Em uma medida publicada pelo Ministério das Minas e Energia, os custos da manutenção do sistema elétrico do estado, será bancado em partes pelos consumidores, através do Encargo de Serviços do Sistema (SES).
Conforme uma publicação do jornal Valor Econômico, documentos do Ministério de Minas e Energia, do Operador Nacional do Sistema (ONS) e da Agência Nacional de Energia Elétrica (Aneel) demonstram que a subestação não teria condições de religar imediatamente em caso de colapso. O veículo teve acesso a um destes documentos, que mostra erros ainda no projeto de construção da SE Macapá. O relatório destacava que, além dos três transformadores trifásicos necessários para o funcionamento da subestação, era preciso um quarto transformador, que ficaria de reserva. Em caso de sobrecarga, o quarto transformador entraria em funcionamento. O "Valor Econômico" ainda mostra que, em outro documento, de junho de 2018, o ONS chegou a reconhecer a necessidade da instalação de um quarto transformador na SE Macapá. Além disso, em 2019, o Amapá perdeu uma fonte de geração de energia que suplementava o abastecimento do estado, quando a Aneel autorizou o desligamento da usina termelétrica UTE Santana, no município de Santana, a 17 quilômetros de Macapá. Por fim, relatórios mais recentes do ONS, que visam ao acompanhamento de "ocorrências e perturbações" no sistema elétrico, mostram que o órgão sabia da indisponibilidade do terceiro transformador da subestação (o reserva).
Em 19 de novembro de 2020, a Justiça Federal do Amapá determinou o afastamento da atual diretoria da ANEEL e da ONS por 30 dias, com o objetivo de evitar uma possível interferência na apuração das responsabilidades sobre o apagão, que já dura 17 dias. Na liminar, o juiz João Bosco Costa Soares da Silva argumenta que houve atuação negligente da Aneel, do ONS e da empresa Linhas de Macapá Transmissora de Energia (LMTE) referente à necessidade de conserto de um dos três transformadores de energia elétrica da Subestação Macapá, que demandava reparos urgentes desde o final do ano de 2019. A Aneel disse, em nota, que respeita a decisão mas que "ações como essa acabam gerando ruído e prejudicando os trabalhos em um momento em que todos os esforços deveriam estar concentrados no restabelecimento pleno do fornecimento de energia no Amapá". A Polícia Federal (PF) informou, nesta quinta-feira, que abriu inquérito para apurar as causas do incidente que provocou desabastecimento de energia, mas que a "investigação corre sobre segredo de justiça". Com o afastamento, o Tribunal de Contas da União (TCU) e a PF deverão promover, nos 30 dias, "todas as diligências e/ou auditorias necessárias nos órgãos de fiscalização do sistema energético [...] voltadas à esclarecer as reais causas do apagão". A decisão integra a ação popular mobilizada pelo Senador Randolfe Rodrigues (Rede), do Amapá. Neste mesmo processo, a Justiça havia definido que a LMTE deveria normalizar o fornecimento em 3 dias; o prazo não foi cumprido, mas foi estendido pelo magistrado por mais 7 dias. Com isso, a empresa tem 25 de novembro como data limite para restabelecer 100% da energia, sob pena de multa de R$ 50 milhões.
Em 20 de novembro de 2020, o TRF-1, através do desembargador Ítalo Mendes acata a decisão da Advocacia Geral da União (AGU), derruba a ação que determinava o afastamento da diretoria da Aneel e da ONS. O desembargador também derrubou a decisão que determinava o pagamento de mais duas parcelas do auxílio emergencial para as famílias dos 13 municípios atingidos pelo apagão. Segundo a AGU, o pagamento do auxílio iria "onerar em demasia os cofres públicos, na medida em que ensejará um custo estimado superior a R$ 418 milhões, sem que haja, no presente momento, previsão orçamentária específica". O senador Randolfe Rodrigues (Rede) anunciou que protocolou um pedido de uma CPI para investigar as causas do apagão, iniciado em 3 de novembro. O Presidente da República, Jair Bolsonaro (sem partido), anunciou uma viagem ao Amapá no dia 21, a pedido do senador Davi Alcolumbre (DEM).

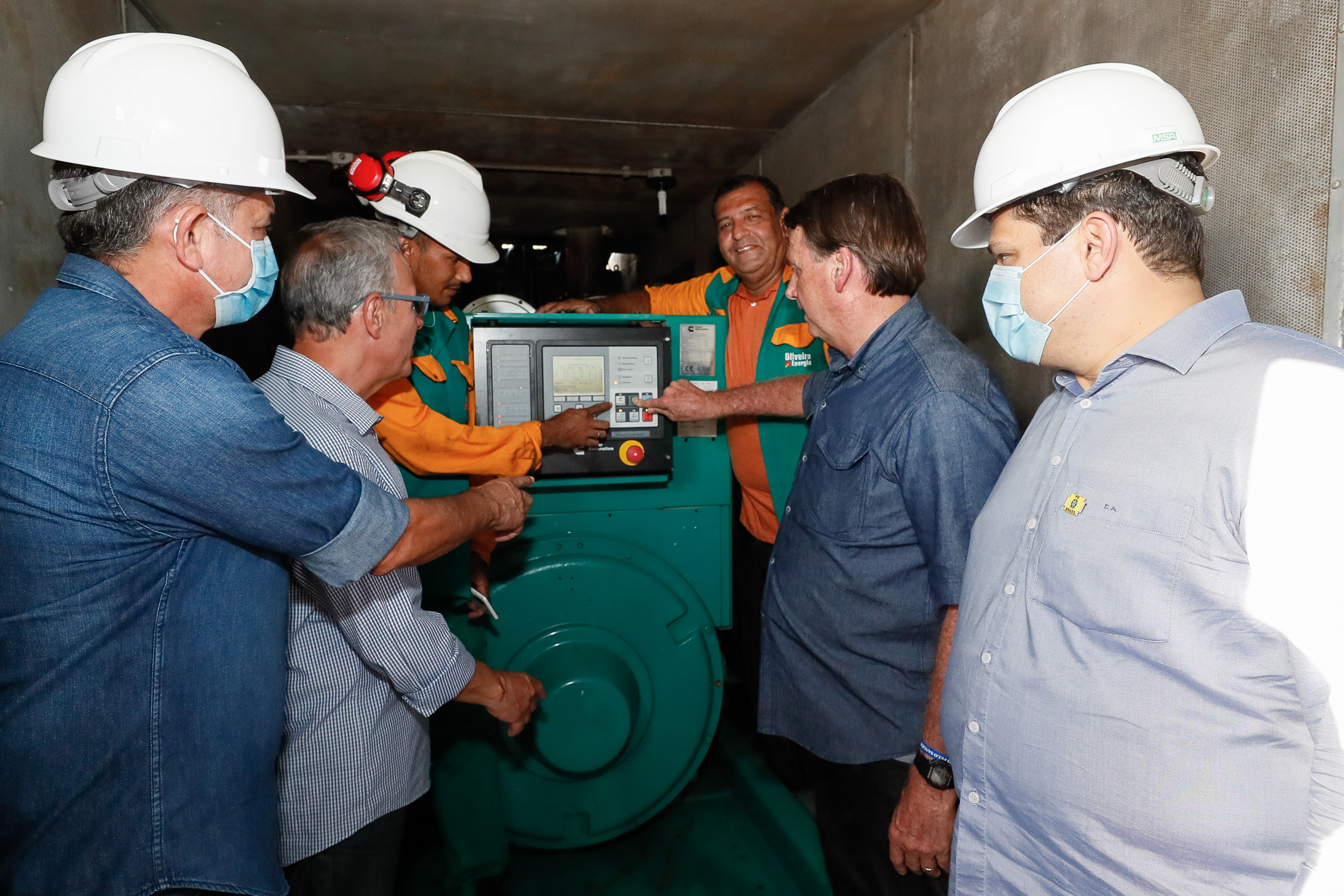
Presidente Jair Bolsonaro durante o acionamento de um gerador de energia na SE Macapá

Em 21 de novembro de 2020, o presidente Jair Bolsonaro visita o Amapá, sob aplausos de apoiadores e vaias de opositores, afirmando que o estado será compensado pelas duas semanas de apagão. Depois, foi anunciado uma Medida Provisória (MP) através do Ministério de Minas e Energia (MME), que garante a isenção de consumidores atingidos pelo apagão no estado. O custo estimado em R$ 69 milhões será repassado à Conta de Desenvolvimento Energético (CDE), fundo destinado a políticas públicas do setor. Com isso, todos os brasileiros terão um acréscimo na conta de luz. A data da execução da MP, no entanto, não foi anunciada. No dia 19, o senado aprovou um projeto de lei (PL 5.187/2020) que prevê a indenização aos consumidores e que será feita através de créditos sobre a conta de luz. Apresentado pelo senador Lucas Barreto (PSD), a proposta estabelece uma compensação para consumidores residenciais, industriais, comerciais e rurais que tiveram o suprimento de energia interrompido a partir do dia 3 de novembro. O projeto determina que o crédito terá o mesmo valor cobrado na fatura mensal e durará até o restabelecimento total do serviço — inclusive com a instalação de equipamentos sobressalentes para assegurar a estabilidade do sistema. O relator, senador Mecias de Jesus (Republicanos-RR), acrescentou ao texto uma previsão para que a mesma medida seja tomada para consumidores de todos os estados brasileiros que venham a ser afetados por apagões que provoquem a decretação de estado de calamidade pública (como aconteceu no Amapá). O projeto estabelece que, após a compensação, a empresa distribuidora poderá ter ressarcimento do valor junto à geradora. E que a Agência Nacional de Energia Elétrica (Aneel) terá 30 dias, a partir da vigência da lei, para regulamentar e disciplinar o mecanismo de ressarcimento ou de compensação entre os agentes envolvidos e a respectiva fonte de recursos, de forma que a indenização para os consumidores ocorra de forma imediata e os custos integrais sejam divididos entre os causadores dos danos. Outra emenda de Mecias determina que os consumidores sejam indenizados, em caráter emergencial, pelos danos emergentes e lucros cessantes a serem pagos pela empresa distribuidora, assegurada a reparação integral. Um segundo dispositivo do projeto determina que, em situações de emergência, estados produtores de energia elétrica que tenham apenas uma linha de acesso ao sistema nacional possam usar a energia das suas usinas de forma independente. A Aneel teria 30 dias, a partir da vigência da lei, para viabilizar essa solução. Uma emenda do senador Alvaro Dias (Podemos-PR) incorporada ao texto estabelece que a recuperação da estabilidade do sistema — quando cessaria o crédito na fatura aos cidadãos — deverá ser atestada pela regularidade dos indicadores de continuidade.
A Coordenação Nacional de Articulação das Comunidades Negras Rurais Quilombolas (CONAQ) e Terra de Direitos, denunciam o governo federal a Comissão Interamericana de Direitos Humanos, pela resposta dada durante o apagão. Além disso, também pede a investigação da primeira morte de um senhor, que teria sido eletrocutado ao tentar restabelecer energia para a comunidade. A denúncia aponta que o apagão tem sido ainda mais prejudicial para as comunidades quilombolas, já que muitas deles usam um sistema para fornecimento de água que é regulado por meio de chaves instaladas em postes, que foram danificados com o apagão. O resultado é que, além de não ter energia, muitas ficaram sem sem água. Outra violação denunciada nas medidas cautelares é o uso excessivo da força pela Polícia Militar em repressão às manifestações na região metropolitana de Macapá, com relatos de diversas pessoas feridas pelo uso de armas com balas de borracha.
Em um trecho do Relatório de Análise de Perturbação (RAP), divulgado no dia 23 de novembro de 2020, conclui que "falhas múltiplas" teriam levado ao apagão que teve início no dia 3 de novembro, após o incêndio no transformador 1 da SE Macapá, seguido de explosão durante uma forte chuva. A contingência múltipla mencionada na conclusão do relatório remete a comparação do blecaute no Amapá à queda de um avião comercial - tragédia que não é determinada por apenas um fator, mas pela combinação de vários. O exemplo foi usado num primeiro momento pelo comando da Agência Nacional de Energia Elétrica (Aneel) para explicar o ocorrido. Nas conclusões, o operador destaca que já iniciou os estudos, junto com a Empresa de Pesquisa Energética (EPE), para propor uma solução definitiva para o atendimento do Estado. “O ONS e a EPE estão avaliando possíveis alternativas para a ampliação da confiabilidade do atendimento às cargas de Macapá atualmente supridas pela SE Macapá e pela UHE Coaracy Nunes, considerando, para esse fim, a topologia da rede e a disponibilidade de geração local”, registra.
Após o restabelecimento total da energia elétrica nas 13 cidades atingidas no Amapá no dia 24 de novembro de 2020, o senador Randolfe Rodrigues (Rede) defendeu a criação de uma Comissão Parlamentar de Inquérito para investigar as causas do Apagão.
Em 25 de novembro de 2020, o Governo Federal edita a MP que isenta os moradores do Amapá no pagamento da conta de luz. O Tesouro Nacional irá bancar R$80 milhões a CEA por meio da Conta de Desenvolvimento Energético (CDE). Segundo o Ministério de Minas e Energia: "O valor será ressarcido por recursos da própria União e não onerará os consumidores ou as contas de luz dos demais estados. Para isso, será aberto um crédito extraordinário, sendo o aumento de despesa compensado com o fim da isenção do IOF (Imposto sobre Operações Financeiras), que vigoraria até o final do ano", e acrescentou: "Desse modo, antecipa-se o prazo de redução da alíquota zero, que passará a incidir nas operações contratadas até 26 de novembro de 2020, e não mais até 31 de dezembro de 2020".
Em 30 de novembro de 2020, temendo um colapso a nível nacional no fornecimento de energia elétrica e com o baixo nível dos reservatórios de água, o Governo Federal anunciou o ativamento da bandeira vermelha nível 2 na conta de energia elétrica em todo o país, com exceção do Amapá que receberá um desconto na conta de luz por conta da Medida Provisória de isenção no pagamento da conta de energia por conta do período longo do apagão.
Em 7 de dezembro de 2020, o presidente do Operador Nacional do Sistema (ONS), Luiz Carlos Ciocchi, afirmou que o curto-circuito que causou um apagão de quase quatro dias no Amapá pode ter sido causado por "defeito estrutural" ou ter sido resultado de uma falha no isolamento da subestação Macapá, onde aconteceu o incêndio. Uma investigação do Corpo de Bombeiros também destaca que a subestação onde ocorreu o incêndio não tinha nenhum tipo de equipamento de combate as chamas, o que teria agravado a situação no gerador.
Um relatório divulgado em 11 de janeiro de 2021, informou que uma falha da ONS e da LMTE teriam sido as responsáveis pelo apagão. Sobre a responsabilidade do ONS, técnicos da Aneel apontaram falhas na supervisão e no controle do sistema. De acordo com a agência, o operador não promoveu "as devidas análises das condições de atendimento das cargas de energia e demanda do estado do Amapá" depois que um dos três transformadores da subestação Macapá ficou indisponível, no final de 2019. Desta forma, aponta o documento, o ONS não estabeleceu "as providências operativas necessárias à confiabilidade e continuidade do atendimento às cargas do estado do Amapá", o que resultou em "agravamento das consequências" do apagão. Sobre a empresa Linhas de Macapá, os técnicos constataram que a "excessiva quantidade de reprogramações de datas de retorno para a operação do transformador 2", junto à ausência de um plano de contingência, deixaram "a subestação Macapá exposta à possibilidade de não suprimento total das cargas do Amapá por meio do SIN [Sistema Interligado Nacional]". Além disso, a fiscalização da Aneel indicou que a subestação tinha manutenções em atraso, e que as instalações não estavam conservadas de maneira adequadas. A área de fiscalização da Aneel notificou o Operador Nacional do Sistema e a empresa Linhas de Macapá Transmissora de Energia pelo apagão no Amapá. Os termos de notificação foram enviados em 22 de dezembro. A contar da data de recebimento do termo, a empresa e o operador têm 15 dias para enviar manifestação sobre o tema. Em seguida, a Aneel analisa as justificativas e pode emitir autos de infração, com a aplicação de multas.
Em 10 de fevereiro de 2021, a ANEEL condenou a LMTE com uma multa de R$3,6 milhões pelo apagão no Amapá, sendo esse valor 3,5% da Receita Operacional Líquida (ROL) da concessionária no ano anterior. Até então, a maior multa já aplicada na história foi para a empresa Belo Monte em 1% em 2018.
Em 19 de fevereiro de 2021, as investigações da ANEEL concluem que o principal motivo pelo apagão no Amapá foram uma falha de manutenção nos geradores. No dia 23 de fevereiro, a LMTE anunciou que pretende recorrer da multa aplicada pela ANEEL.
No dia 1.° de março de 2021, o Procon aplicou duas multas para as empresas LMTE e Germini Energy no valor total de R$450 mil após descumprimento das medidas no código de defesa do consumidor (no caso da Linhas Macapá de Transporte e Energia) e pela não apresentação de defesa no prazo definido pelo Procon (Germini Energy).

## Terceiro Apagão
Em 13 de janeiro de 2021, após quase dois meses do maior apagão do estado do Amapá, acontece um terceiro apagão nos 13 dos 16 municípios do estado. A falta de energia teve início às 16 horas segundo a Companhia de Eletricidade do Amapá (CEA). As Linhas de Macapá Transmissora de Energia (LMTE), empresa que administra a principal subestação do estado, declarou que sofreu uma "ocorrência na linha de transmissão de Laranjal à Macapá" e que "a questão já foi resolvida". O concessionária informa ainda que "disponibilizou as linhas de transmissão instantaneamente (em um minuto)" e que os equipamentos funcionam sem intercorrências. Responsável por monitorar o fornecimento de energia no país, o Operador Nacional do Sistema Elétrico (ONS) informou em nota que registrou desligamento dos dois circuitos da linha de transmissão, em 230 kV, Laranjal – Macapá e das hidrelétricas de Ferreira Gomes, Cachoeira Caldeirão e Coaracy Nunes, às 15h53, com interrupção de 250 MW no estado. O órgão acrescentou que vai produzir um relatório para diagnosticar o que gerou o problema. Por volta das 16h38min, a ONS informou que os sistemas já estavam restabelecidos e que acompanhava o restabelecimento da energia nas unidades consumidoras. A distribuição de energia só normalizou às 20 horas.

## Quarto Apagão
Em 8 de abril de 2021, por volta das 18h30, acontece um novo apagão, mas agora atingindo 15 dos 16 municípios do estado, já que Oiapoque, por ter um sistema próprio, não foi afetado. A Companhia Elétrica do Amapá (CEA) anunciou que está investigando a causa do apagão e a ONS confirmou a interrupção de 200MW no estado e que irá acompanhar as investigações. Por volta das 19h02, ocorreu o início da recomposição de energia e ás 20h acontece a retomada de forma gradual nas cidades.

## Quinto Apagão
Ocorreu em 25 de agosto de 2021, atingindo 13 municípios do estado, incluindo a própria capital. Segundo a CEA, o motivo foi uma falha na comunicação com o SNI. O blecaute iniciou ás 10h10min e a energia foi restabelecida totalmente ás 12h10min.